# Luperus sulphuripes
Luperus sulphuripes là một loài bọ cánh cứng trong họ Chrysomelidae. Loài này được Graells miêu tả khoa học năm 1858.